# Milan Borjan
Milan Borjan (Knin, 1987. október 23. –) horvát születésű kanadai válogatott labdarúgó, a szaúd-arábiai er-Rijád kapusa.

## Pályafutása

### Klubcsapatokban
Borjan a horvátországi Knin városában született. Az ifjúsági pályafutását a szerb Radnički Jugopetrol Belgrad, a kanadai Mount Hamilton és az argentin Boca Juniors csapatában kezdte, majd a River Plate akadémiájánál folytatta.
2008-ban mutatkozott be a Quilmes felnőtt keretében. 2009-ben a szerb Radhoz, majd 2011-ben a török Sivassporhoz igazolt. 2012-ben a román Vasluinál szerepelt kölcsönben. 2014-ben a bolgár Ludogorec Razgrad szerződtette. 2015-ben a Radnički Nišhez csatlakozott. 2015 nyarán visszatért a Ludogorec Razgradhoz. A 2016–17-es szezon második felében a lengyel első osztályban szereplő Korona Kielce csapatát erősítette kölcsönben. 2017. július 24-én szerződést kötött a szerb első osztályban érdekelt Crvena zvezda együttesével. Először 2017. július 30-án, Rad ellen idengenben 2–0-ás győzelemmel zárult mérkőzésen lépett pályára. A 2023–24-es szezonban a szlovák Slovan Bratislava csapatát erősítette kölcsönben. 2024. augusztus 20-án a szaúd-arábiai er-Rijád szerződtette.

### A válogatottban
Borjan 2011-ben debütált a kanadai válogatottban. Először 2011. február 9-én, Görögország ellen 1–0-ra elvesztett barátságos mérkőzésen lépett pályára.

## Statisztikák
2024. augusztus 22. szerint
| Klub                       | Szezon   | Osztály            | Bajnokság | Bajnokság | Kupa  | Kupa | Nemzetközi | Nemzetközi | Összesen | Összesen |
| Klub                       | Szezon   | Osztály            | Meccs     | Gól       | Meccs | Gól  | Meccs      | Gól        | Meccs    | Gól      |
| -------------------------- | -------- | ------------------ | --------- | --------- | ----- | ---- | ---------- | ---------- | -------- | -------- |
| Korona Kielce (kölcsönben) | 2016–17  | Ekstraklasa        | 14        | 0         | 0     | 0    | —          | —          | 14       | 0        |
| Crvena zvezda              | 2017–18  | Serbian Super Liga | 31        | 0         | 1     | 0    | 12         | 0          | 44       | 0        |
| Crvena zvezda              | 2018–19  | Serbian Super Liga | 28        | 0         | 4     | 0    | 14         | 0          | 46       | 0        |
| Crvena zvezda              | 2019–20  | Serbian Super Liga | 26        | 0         | 2     | 0    | 14         | 0          | 42       | 0        |
| Crvena zvezda              | 2020–21  | Serbian Super Liga | 32        | 0         | 2     | 0    | 12         | 0          | 46       | 0        |
| Crvena zvezda              | 2021–22  | Serbian Super Liga | 30        | 1         | 4     | 0    | 13         | 0          | 47       | 1        |
| Crvena zvezda              | 2022–23  | Serbian Super Liga | 33        | 0         | 4     | 0    | 10         | 0          | 47       | 0        |
| Slovan Bratislava          | 2023–24  | Nike liga          | 25        | 0         | 2     | 0    | 15         | 0          | 42       | 0        |
| er-Rijád                   | 2024–25  | Szaúdi Pro League  | 1         | 0         | 0     | 0    | 0          | 0          | 1        | 0        |
| Összesen                   | Összesen | Összesen           | 220       | 1         | 19    | 0    | 90         | 0          | 329      | 1        |

### A válogatottban
| Válogatott | Év       | Pályára lépés | Gól |
| ---------- | -------- | ------------- | --- |
| Kanada     | 2011     | 5             | 0   |
| Kanada     | 2012     | 4             | 0   |
| Kanada     | 2013     | 7             | 0   |
| Kanada     | 2014     | 5             | 0   |
| Kanada     | 2015     | 6             | 0   |
| Kanada     | 2016     | 5             | 0   |
| Kanada     | 2017     | 5             | 0   |
| Kanada     | 2018     | 3             | 0   |
| Kanada     | 2019     | 9             | 0   |
| Kanada     | 2021     | 9             | 0   |
| Kanada     | 2022     | 13            | 0   |
| Kanada     | 2023     | 9             | 0   |
| Összesen   | Összesen | 80            | 0   |

## Sikerei, díjai
Vaslui
- Liga I
  - Ezüstérmes (1): 2011–12

Ludogorec Razgrad
- Parva Liga
  - Bajnok (2): 2014–15, 2015–16

Crvena zvezda
- Serbian Super Liga
  - Bajnok (6): 2017–18, 2018–19, 2019–20, 2020–21, 2021–22, 2022–23
- Belga Kupa
  - Győztes (3): 2020–21, 2021–22, 2022–23
  - Döntős (1): 2018–19

Slovan Bratislava
- Nike liga
  - Bajnok (1): 2023–24